# 萨伊昂奥斯特雷旺
萨伊昂奥斯特雷旺（法語：Sailly-en-Ostrevent）是法国北部-加来海峡大区加来海峡省的一个市镇，属于阿拉斯区维特里昂纳图瓦县。该市镇2009年时的人口为722人。

## 人口
萨伊昂奥斯特雷旺人口变化图示
| 数据来源：INSEE |